# A un passo dall'inferno (film 1995)
A un passo dall'inferno (No Contest), noto anche  con il titolo Concorso infernale, è un film del 1995 diretto da Paul Lynch, con Shannon Tweed, Robert Davi e Roddy Piper. È stato girato un sequel del film, due anni dopo.

## Trama
Un concorso di Miss Galassia viene interrotto da una banda di criminali, che prende in ostaggio alcune persone e chiede dei diamanti come riscatto. Tuttavia l'ospite del concorso, Sharon Bell, un'attrice di kick-boxing, è determinata a fermarli.